# Божидар Никашиновић
Божидар Никашиновић (Вршац, 26. новембар 1863 — непознато) је био учитељ, публициста, први уредник „Босанске виле“. 

## Биографија
Рођен 1883. у Вршцу, где је завршио основну школу и три разреда гимназије. Учитељску школу је учио у Сомбору и Карловцу, а завршио у Загребу.
Након тога је почео да ради као учитељ српске основне школе у Сарајеву.
Доктрина Бенјамина Калаја, везане за босанство, приморала је Србе на стварање српских друштвених и културних организација. У средини ниског просветног и културног нивоа, са минималним искуством у издаваштву, заједно са још три учитеља из српске основне школе у Сарајеву, Стевом Калуђерчићем, Шумоњом и Кашковићем, који су одскакали знањем, у односу на становнике Босне и Херцеговине, покренуо је часопис „Босанска вила“,  који је постао раван сличним публикацијама у јужној Угарској и Србији. Као први уредник „Виле“ успео је да за сарадњу придобије: Змаја, Георгија Николајевића, Миту Живковића, митрополита Саву Косановића. Доживљавајући Саву Косановића као књижевника, политичког и духовног вођу свога народа, употребио је његов лик преко целе насловне стране и биографију за први чланак, указујући тако, на једну актуелну мисао, која због цензуре није могла бити речима исказана, јер је митрополит, неколико месеци раније био приморан да да оставку, због сукоба са властима. Сам Сава Косановић био је један од првих спољних сарадника, а у првом броју објављен је његов превод с руског Праведникова смрт.
У „Босанској вили“ је остао само пола године и за то време је уредио првих десет бројева.
Године 1886. у Загребу је положио испит за учитеља у грађанским школама и након тога је отишао да ради у трговачким школама, у Мостару, Травнику, Доњој Тузли и Брчком. Године 1893. је прешао у српско-правослану Богословију у Рељеву, где је радио све до маја 1895, а затим у трговачку школу у Сарајеву, где је радо до краја школске 1895. године. Након тога је напустио учитељски позив и бавио се публицистиком.
При покретању режимског листа „Српски Балкан“, рачунао је на државне субвенције. Аустријским властима у Сарајеву је 1898. од предао програм за његово издавање, у коме је изразио становиште да у Босни и Херцеговини, живи само један народ, верски подељен, а као циљ листа је навео допринес лојалности српских поданика, како би се сузбиле мисли о одвајању Босне и Херцеговине од Монархије, чак је предлагао прелазни период, неопходан за трансформацију листа, како би се временом претворио у оруђе власти. Међутим, упркос намери да се допадне, критиковао је политичке и економске прилике, посебно је указао на пропусте власти, везане за аграрно питање. Власти нису одобриле субвенције за покретање листа.
Писао је песме, приповетке и педагошке расправе. Грађу за приповетке је узимао из босанског живота. Сарађивао је у листиовима „Невен“, „Стармало“, „Јавор“, „Родољуб“, „Стражилово“, „Приморац“, „Српски забавник“, „Нада“, „Хрватска вила“, „Сарајевски лист“, „Привредни гласник“ и другим.

## Дела
- „Босна и Херцеговина под управом Аустро-угарске монархије и аустро-угарска балканска политика“, Београд (1901)
- „Српска извозна трговина и Аустро-Угарска монархија“, Београд (1903)
- „Аустроугарска политика на Балкану и Краљевина Србија“, Београд (1904)
- „Енглеска, Србија и завереничко питање; Калајева Унион Банка: две савремене политичко-финансијске расправе“, Београд (1906)
- „Да ли стварно постоји Анексија Босне и Херцеговине“, Београд (1910)

Аутор је неколико брошура на немачком језику и штампаних у Берлину о  неделима Аустроугарске у Босни и Херцеговини:
- „Privilegirte Landesbank für Bosnien und die Herzegovina und ihre Tätigkeit: Eine politisch-finanzielle Darstellung“ (1901)
- „Bosnien und die Herzegovina unter der Verwaltung der österreich-ungarischen Monarchie und die österr.-ungar. Balkanpolitik ... Bd. 1: Berliner Kongress 1878 und die Agrarfrage“ (1901)